# 2006 JV58
2006 JV58, também escrito como 2006 JV58, é um objeto transnetuniano que está localizado no Cinturão de Kuiper, uma região do Sistema Solar. Este corpo celeste é classificado como um cubewano. Ele possui uma magnitude absoluta de 6,7 e tem um diâmetro estimado com 201 km.

## Descoberta
2006 JV58 foi descoberto no dia 1 de maio de 2006 pelo astrônomo Marc W. Buie.

## Órbita
A órbita de 2006 JV58 tem uma excentricidade de 0,064 e possui um semieixo maior de 45,111 UA. O seu periélio leva o mesmo a uma distância de 42,206 UA em relação ao Sol e seu afélio a 48,015 UA.